# I Look to You
I Look to You ist das siebte und letzte Studioalbum von Whitney Houston. Es wurde in Deutschland am 28. August 2009 von Sony Music veröffentlicht.

## Hintergrund
Anfang der 2000er Jahre trat Houston weniger als Popsängerin auf, sondern war eher im Boulevard vertreten. Ihre schwierige Ehe, ihre Drogenabhängigkeit sowie ihre Reality-Show überschatteten ihre musikalische Karriere, die 2002 mit ihrem letzten Studioalbum Just Whitney … und 2003 mit ihrem Weihnachtsalbum One Wish – The Holiday Album zum Erliegen kam.
Gerüchte über eine Rückkehr Whitney Houstons in die Musikwelt begannen Anfang 2007, als Clive Davis in „The Oprah Winfrey Show“ seine Beteiligung an dem Projekt bekanntgab. Im Februar 2009 hatte sie ihren ersten großen Comebackauftritt bei der Pre-Grammy-Gala von Clive Davis. Dort sang sie die Lieder I Will Always Love You, I Believe in You and Me, It’s Not Right but It’s Okay und I’m Every Woman vor geladenen Gästen wie Paul McCartney, Jamie Foxx und Barry Manilow.
Im Jahr 2008 wurde bereits eine Version des Liedes Like I Never Left mit dem Rapper Akon im Internet inoffiziell veröffentlicht. Das Lied selbst ist als Referenz auf die lange Abwesenheit der Sängerin aus der Öffentlichkeit zu sehen. Im Juli 2009 wurde ebenfalls eine Vorabversion von I Didn’t Know My Own Strength geleakt.
Das Album wurde mit verschiedenen angesagten Produzenten der 2000er Jahre umgesetzt. Zu den Komponisten und Produzenten gehören will.i.am, Ne-Yo, John Legend, R. Kelly, Swizz Beatz, Sean Garrett, Akon, Alicia Keys, Stargate, Johntá Austin, David Foster, Harvey Mason, Jr. und Tricky Stewart. Das Lied A Song for You ist eine Coverversion von Leon Russell.

## Promotion und Veröffentlichungen
Am 14. Juli 2009 flog Houston nach Knightsbridge in London, England für eine offizielle Albumpräsentation. Die Veranstaltung fand im Mandarin Oriental Hotel statt. Es wurden neun Lieder präsentiert, darunter Million Dollar Bill, Nothin’ But Love, I Didn’t Know My Own Strength, Like I Never Left (featuring Akon), For the Lovers, I Look to You, Worth It, Call You Tonight und das Leon-Russell-Cover A Song for You. Am 21. Juli 2009 fand eine Albumpräsentation in New York statt. Anwesend waren Fans, die einen Wettbewerb gewonnen hatten, Presse, sowie Alicia Keys, Swizz Beatz, Cissy Houston, Dionne Warwick, Martha Stewart, Gayle King, Andre Harrell, L.A. Reid und Diane Sawyer. Am 23. Juli fand eine Albumpräsentation in Los Angeles statt. Anwesend waren unter anderem Halle Berry, Jane Fonda, Stevie Wonder, Magic Johnson, Jackie Collins, Barry Manilow, Brett Ratner, Beverly Johnson, Diane Warren, Penny Marshall, Brian McKnight, David Foster und Garcelle Beauvais.
Am 1. September trat Whitney Houston bei der ABC-Sendung Good Morning America auf. Ein Open-Air-Konzert wurde am 2. September im US-amerikanischen Fernsehen übertragen. Am 14. und 15. September wurde eine Doppelfolge der Oprah-Winfrey-Show mit Whitney Houston ausgestrahlt.

## Musikstil
Das Album versucht an Houstons frühere Erfolge anzuknüpfen. Dazu verzichtet sie weitestgehend auf Elemente ihrer rockigen Phase und konzentriert sich auf ihre Qualitäten als Popsängerin. So pendelt das Album zwischen dem Disco-Sound neuerer Prägung und modernem Soul. Ein paar Einflüsse aus dem Dancefloor und der Gospelmusik sind ebenfalls auf dem Album vertreten. Whitney Houstons Stimme hat sich im Vergleich zu früheren Werken verändert. Sie wirkt jetzt verlebter, etwas kratziger und tiefer.

## Singleauskopplungen
Am 24. Juli 2009 wurde die erste Singleauskopplung des Albums, das Titellied I Look to You, im US-amerikanischen Radio gespielt, am 27. Juli im deutschen. Das Lied war auch in mehreren Ländern als kostenloser MP3-Download erhältlich. Die Doppel-Single Million Dollar Bill/I Look to You erschien am 2. Oktober als CD-Single.

## Titelliste
| #  | Titel                          | Autor(en)                                                        | Produzent(en)                               | Länge |
| -- | ------------------------------ | ---------------------------------------------------------------- | ------------------------------------------- | ----- |
| 1  | Million Dollar Bill            | Alicia Keys, Kasseem Dean, Norman Harris                         | Swizz Beatz, Alicia Keys                    | 3:24  |
| 2  | Nothin’ but Love               | Fernando Garibay, Franne Gold, Kasia Livingston, Nathaniel Hills | Danja, Fernando Garibay                     | 3:35  |
| 3  | Call You Tonight               | Johntá Austin, Tor Erik Hermansen, Mikkel S. Eriksen             | Stargate                                    | 4:08  |
| 4  | I Look to You                  | R. Kelly                                                         | Tricky, Harvey Mason, Jr., Emanuel Kiriakou | 4:25  |
| 5  | Like I Never Left (feat. Akon) | Aliaune Thiam, Giorgio Tuinfort, Claude Kelly, Whitney Houston   | Akon, Giorgio Tuinfort                      | 3:49  |
| 6  | A Song for You                 | Leon Russell                                                     | Stargate                                    | 4:11  |
| 7  | I Didn’t Know My Own Strength  | Diane Warren                                                     | David Foster                                | 3:40  |
| 8  | Worth It                       | Austin, Eric Hudson                                              | Eric Hudson                                 | 4:39  |
| 9  | For the Lovers                 | Hills, C. Kills, Marcella Araica                                 | Danja                                       | 4:14  |
| 10 | I Got You                      | Thiam, Tuinfort, C. Kelly, Houston                               | Akon, Giorgio Tuinfort                      | 4:12  |
| 11 | Salute                         | R. Kelly                                                         | R. Kelly                                    | 4:10  |

## Rezeption

### Kritiken
Das Comebackalbum von Whitney Houston ist umstritten. Es gibt eine Reihe positiver Rezensionen, aber auch eine große Anzahl negativer Kritiken. Die meisten Reviewer gaben eine durchschnittliche Bewertung ab. Deutlich wird auch, dass das Album für viele hinter den Erwartungen zurückbleibt.
Stephen Thomas Erlewine von Allmusic kritisierte am Comeback vor allem Houstons Gesang, der mit den Jahren gelitten habe und jetzt die früher charakteristischen Höhen vermissen lasse. Allerdings könne man dies auch als Stärke des Albums sehen, denn so gelänge es ihr, die emotionale Tiefe der Songs besser umzusetzen. Das Album wäre jedoch mehr als Produzentenalbum zu sehen und Houston solle eher Songs aussuchen, die zu ihrer neuen Stimme passen würden. Er vergab mit drei von 5 Sternen eine durchschnittliche Bewertung. Dani Fromm von Laut.de dagegen bezeichnet das Comeback als „reg- und gefühllos“. Ihre neue Stimmqualität bezeichnet sie als „nicht gereift, sondern schlicht angeknackst“, die Musik als „über die Maßen absehbar“ und als „R’n’B-Pop-Allerlei“.
Gail Mitch vom Billboard Magazine bezeichnet das Werk als nettes Comeback und einen Neustart für die Sängerin, die jedoch nicht an ihren Welthit I Will Always Love You anknüpfen könne. Der US-amerikanische Rolling Stone vergab eine eher positive Rezension.

### Chartplatzierungen
| ChartsChartplatzierungen       | Höchstplatzierung | Wochen |
| ------------------------------ | ----------------- | ------ |
| Deutschland (GfK)              | 1 (17 Wo.)        | 17     |
| Österreich (Ö3)                | 3 (13 Wo.)        | 13     |
| Schweiz (IFPI)                 | 1 (14 Wo.)        | 14     |
| Vereinigte Staaten (Billboard) | 1 (39 Wo.)        | 39     |
| Vereinigtes Königreich (OCC)   | 3 (14 Wo.)        | 14     |

| ChartsJahrescharts (2009)      | Platzierung |
| ------------------------------ | ----------- |
| Deutschland (GfK)              | 51          |
| Österreich (Ö3)                | 67          |
| Schweiz (IFPI)                 | 42          |
| Vereinigte Staaten (Billboard) | 29          |
| Vereinigtes Königreich (OCC)   | 70          |

### Auszeichnungen für Musikverkäufe
| Land/Region                  | Auszeichnungen für Musikverkäufe (Land/Region, Auszeichnung, Verkäufe) | Verkäufe  |
| ---------------------------- | ---------------------------------------------------------------------- | --------- |
| Deutschland (BVMI)           | Gold                                                                   | 100.000   |
| Frankreich (SNEP)            | Gold                                                                   | 50.000    |
| Golf-Kooperationsrat (IFPI)  | Gold                                                                   | 3.000     |
| Irland (IRMA)                | Platin                                                                 | 15.000    |
| Italien (FIMI)               | Gold                                                                   | 35.000    |
| Kanada (MC)                  | Platin                                                                 | 80.000    |
| Österreich (IFPI)            | Gold                                                                   | 15.000    |
| Polen (ZPAV)                 | Platin                                                                 | 20.000    |
| Russland (NFPF)              | Gold                                                                   | 10.000    |
| Schweden (IFPI)              | Gold                                                                   | 20.000    |
| Schweiz (IFPI)               | Gold                                                                   | 15.000    |
| Ungarn (MAHASZ)              | Gold                                                                   | 3.000     |
| Vereinigte Staaten (RIAA)    | Platin                                                                 | 1.000.000 |
| Vereinigtes Königreich (BPI) | Gold                                                                   | 100.000   |
| Insgesamt                    | 10× Gold · 4× Platin ·                                                 | 1.476.000 |

Hauptartikel: Whitney Houston/Auszeichnungen für Musikverkäufe